# Most na kraju svijeta (soundtrack)
 Most na kraju svijeta naziv je četvrtoga autorskog albuma hrvatskoga skladatelja i glazbenika Dalibora Grubačevića s glazbom iz istoimenoga filma. Album je u svibnju 2015. objavila diskografska kuća Aquarius Records. Most na kraju svijeta drugi je igrani film na kojem Grubačević surađuje s redateljem Brankom Ištvančićem.

## Popis naslova
| 1.    | »Main Title«                                                                  | 2:02 |
| 2.    | »Shall We Pack up and Move to the City«                                       | 1:30 |
| 3.    | »Deposition for Petrovic (Filip's Story)«                                     | 2:28 |
| 4.    | »Times Have Changed, But We Never Do«                                         | 3:54 |
| 5.    | »Is It True That There Is to Be A... Shooting«                                | 1:05 |
| 6.    | »Someone Shot at Us!«                                                         | 1:41 |
| 7.    | »Remembrance and the Refugee Column«                                          | 2:03 |
| 8.    | »Filip and Sofija Talk«                                                       | 1:36 |
| 9.    | »Nightmare«                                                                   | 0:59 |
| 10.   | »The Vukovar Family«                                                          | 1:59 |
| 11.   | »Filip Talks to His Father (The Vukovar Family Scene)«                        | 1:19 |
| 12.   | »The Bridge at the Edge of the World - Reprise (Extended Soundtrack Version)« | 2:30 |
| 13.   | »Sanja's Story«                                                               | 3:31 |
| 14.   | »Identification«                                                              | 1:11 |
| 15.   | »The Sammy Sevdah«                                                            | 1:48 |
| 16.   | »The Petrovic Family and the Slap«                                            | 2:08 |
| 17.   | »Finding Jozo Petrovic«                                                       | 2:00 |
| 18.   | »Filip's Suite«                                                               | 3:35 |
| 37:28 |                                                                               |      |